# ویرجیل ویدریش

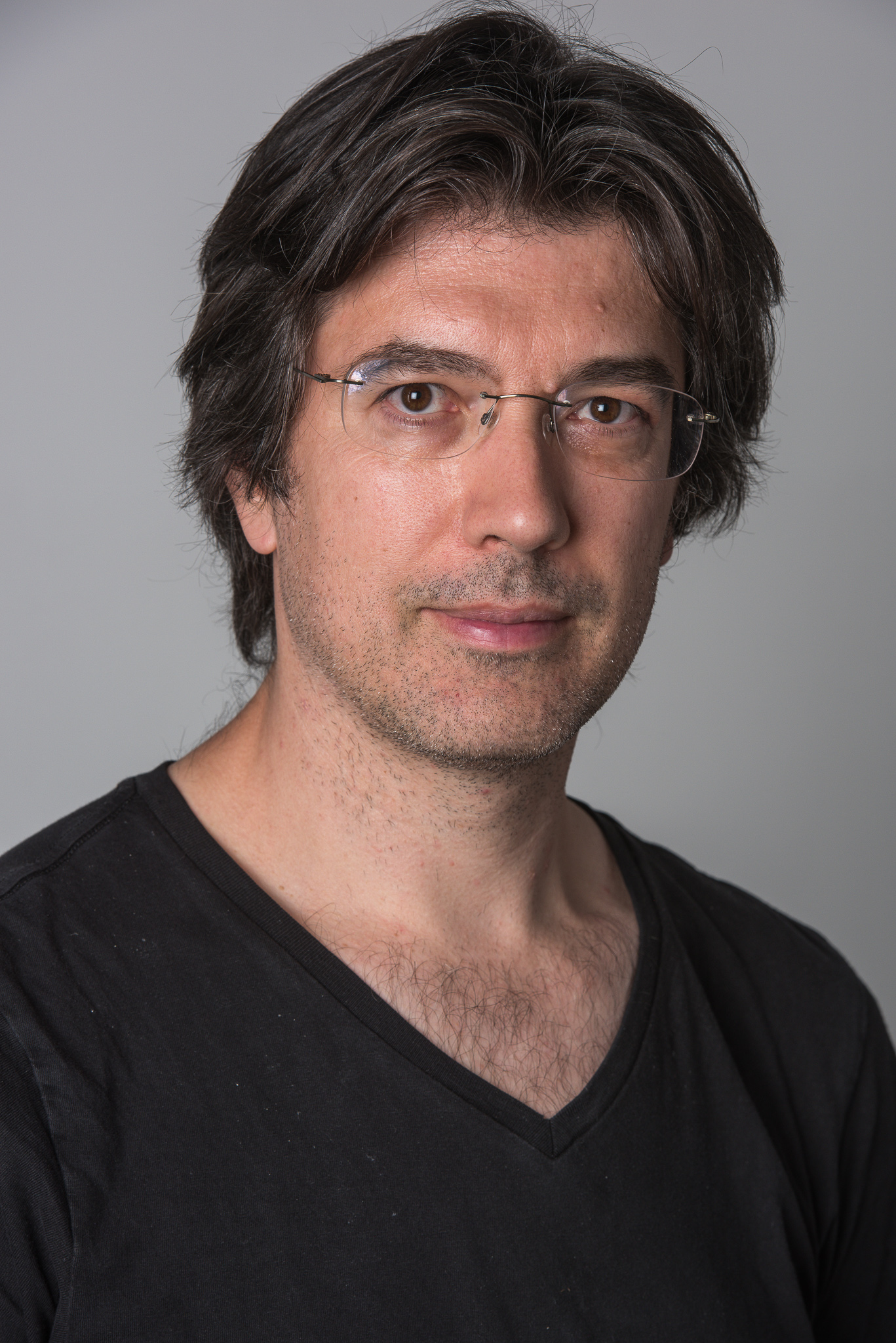
ویرگیل ویدریش، ۲۰۱۶

ویرجیل ویدریش (به آلمانی: Virgil Widrich) (متولد ۱۶ می ۱۹۶۷ در سالزبورگ) کارگردان، فیلم‌نامه‌نویس، فیلم‌ساز و هنرمند چندرسانه‌ای اتریشی است. شهرت او به خصوص به خاطر فیلم‌های کوتاه و آثار چندرسانه‌ای پرشمارش است.

## زندگی‌نامه
دوران کودکی‌اش را در خانه‌ای با عمری بیش از پانصد سال بر بالای مونش‌بِرگ در سالزبورگ گذراند و با هنرمندانی چون پیتر هاندکه که در همسایگی آنها بود و ویم وندرس که مکرر به دیدارشان می‌آمد، آشنا شد. در سیزده سالگی برای نخستین بار فیلم‌سازی را تجربه کرد؛ زمانی که اولین دوربین فیلمبرداری اش را، که یک سوپر هشت بود، به دست گرفت. در همان سال (۱۹۸۰) سه فیلم ساخت: «زندگی خانگی من»، «گوشتِ بوداده» و «سه بار اولف». او کارش را با انیمیشن «رنگ‌ها هم خواب می‌بینند» ادامه داد. در پانزده‌سالگی «هیولا در سالزبورگ» را با استفاده از تکنیک عکاسی استاپ موشن ساخت که در آن برای اولین بار با بازیگر کار کرد. در سال ۱۹۸۳ کار روی نخستین فیلم بلندش «روح زمان» را آغاز کرد. نمرات پایین مدرسه هم او را از اتمام آن بازنداشت، فیلمی که ساختش چهارده ماه به طول انجامید. در این مدت به عنوان سیاهی لشکر و مدیر غرفه در فستیوال سالزبورگ کار کرد تا هزینهٔ فیلم‌هایش را فراهم کند. در سال ۱۹۸۴ به کامپیوتر علاقه‌مند شد و برنامه‌نویسی چند بازی ساده را انجام داد.
پس از اتمام تحصیلات در مدرسه، وارد آکادمی فیلم وین شد. اما پس از چند هفته آنجا را ترک کرد تا روی فیلم‌نامهٔ فیلم علمی تخیلی‌ای کار کند که در نهایت موفق به ساختش نشد. در سال ۱۹۸۷ به همراه دو شریک دیگر یک شرکت پخش فیلم تأسیس کرد که هدف آن بیشتر توزیع فیلم‌های هنری بود. مدتی بعد دستیار جان بِیلی - کارگردان و فیلم‌بردار آمریکایی - شد و در سال ۱۹۹۰ به هالیوود رفت تا با بِیلی روی یک کمدیِ علمی-تخیلی با عنوان «در جستجوی زندگی در کائنات» کار کند. پس از فروش شرکت پخش فیلمش در سال ۱۹۹۱، توجهش دوباره به سمت کام‍پیوتر و قابلیت‌های آن برای خلق اثر هنری جلب شد. پروژهٔ بزرگ بعدی او، که در آن به عنوان مدیر تولید کار می‌کرد، یک جشنواره فلیم تازه برای اتریش بود؛ که اولین بار در سال ۱۹۹۳ با عنوان «دیاگوناله» برگزار شد.
در سال ۱۹۹۷ بیشتر بر ساخت فیلم تمرکز کرد. تولید فیلم کوتاه «تی ایکس ترانسفورم» که موفقیت بزرگی در جشنواره آرس الکترونیکا کسب کرد، یکی از آن‌ها بود. او همچنین دوباره به کار بر روی فیلم‌نامهٔ «روشن‌تر از ماه» بازگشت که کار ساختش در سال ۱۹۹۹ انجام شد و در سال ۲۰۰۰ به نمایش درآمد. پروژه بعدی او «کپی شاپ» موفق‌ترین ساختهٔ او تا به امروز بود. این فیلم، که در سال ۲۰۰۱ به نمایش درآمد، سی و پنج جایزه از آن خود کرد، نامزد جایزه اسکار شد و در بیش از دویست فستیوال فیلم به نمایش درآمد. فیلم کوتاه بعدی او با نام «فیلم دور تند» نیز سی‌وشش جایزهٔ بین‌المللی را برد و در بیش از سیصد فستیوال فیلم به نمایش درآمد. پروژه‌های متعدد او در زمینهٔ چند رسانه‌ای به تاًسیس شرکت چک پوینت مدیا در سال ۲۰۰۱ انجامید که هم‌اکنون مدیر ارشد اجرایی آن است. در همان سال او به همراه چند فلیم‌ساز دیگر یک شرکت تولید فیلم نیز بنیان گذاشت که بر کار با فیلم‌سازان جوان تمرکز دارد.
ویرجیل ویدریش در سال ۲۰۰۴ عضو هیئت داوران آرس الکترونیکا و تا سال ۲۰۰۷ رئیس انجمن کارگردانان اتریش بود. او همچنین عضو آکادمی فیلم اتریش است. از سال ۲۰۰۷ تا ۲۰۱۰ در دانشگاه هنرهای کاربردی وین به عنوان استاد دانشگاه در گروه دیجیتال آرت مشغول تدریس بود و از ۲۰۱۰ در همان دانشگاه مدیر گروه رشتهٔ «هنر و علم» در مقطع کارشناسی ارشد است.
- ۲۰۰۶: ساخت رسانه تعاملی برای موزه موزارت وین
- ۲۰۰۸: «Essence08» موزه هنرهای کاربردی وین، ۱۳ اثر از کلاس هنر دیجیتال
- ۲۰۰۹: مدیر هنری نمایشگاه «لینز، شهر خوش‌شانس»، نوردیکو، فرهنگی پایتخت اروپا
- ۲۰۰۹: «آلیاس در سرزمین عجایب» با دانشجویان، Freiraum/quartier21، موزِئومس کوارتیه وین
- ۲۰۰۹: «Essence09»، ۱۰ اثر از دانشجویان، Zollamtsstraße وین
- ۲۰۱۰: «Essence10»، ۱۵ اثر از دانشجویان، خانه هنرمندان وین
- ۲۰۱۰: مدیر هنری نمایشگاه «۹۰ سال جشنواره سالزبورگ»، موزه سالزبورگ
- ۲۰۱۱: مدیر هنری نمایشگاه «پارامترها برای همه یا هیچ»، کلاس Art & Science، دانشگاه هنرهای کاربردی
- ۲۰۱۲: نمایش آثار دانشجویان در «Essence12»، خانه هنرمندان وین
- ۲۰۱۳: «تجربه‌های حیاتی»، نمایشگاه هفته هنر وین، سالن اووال، کوارتیه‌۲۱، با برند کرفت‌نر
- ۲۰۱۴: «Essence14»، دو اثر از کلاس Art & Science در خانه هنرمندان وین
- ۲۰۱۵: «Parallaxis»، نصب رسانه‌ای در نمایشگاه «هجوم رنگ‌ها»، موزه لئوپولد
- ۲۰۱۶: «جایگزینی»، اطلاعات از راه صدا، کلاس Art & Science، سیتی‌گِیت، وین
- ۲۰۱۷: «تمرین دورانی»، ۶ تا ۱۷ ژوئن، das weisse haus، وین
- ۲۰۱۷: مشارکت در نمایشگاه «زیبایی تغییر»، ۱۵۰ سال دانشگاه هنرهای کاربردی وین، MAK
- ۲۰۱۸: «Sound of Music World»، مشارکت در طراحی، زالتسبورگ
- ۲۰۱۸: «سفر دور اتاقم»، مشارکت در Vienna Design Week
- ۲۰۱۹: مدیریت هنری مرکز بازدیدکنندگان sconarium در Bad Schönau
- ۲۰۲۰: «موسیقی در همه جا!»، مدیریت هنری، DomQuartier، زالتسبورگ
- ۲۰۲۵: «کلیمْت: پیگمنت و پیکسل»، طراحی با مارک شوران، Belvedere پایین

## کار صحنه
- ۲۰۱۲: طراحی ایده، صحنه و جلوه‌های تصویری برای نمایش «فرشتگان نو» (New Angels) با همکاری مارتین هازلبورک و فرانک هوفمان؛ نخستین اجرا در ۱۹ نوامبر ۲۰۱۲ در تئاتر ملی لوکزامبورگ.
- ۲۰۱۹: کارگردانی ویدئویی و طراحی صحنه برای اپرای «نُوآ – ناقص کردن کمال» (Nova – Imperfecting Perfection) اثر فرانتس دانکسگمولر، اجرا شده در کلیسای شهر دورتموند در چارچوب گردهمایی کلیسایی (Kirchentag Dortmund).

## فیلم‌شناسی
- ۱۹۸۰: «زندگی خانگی من» (My Homelife)، فیلم کوتاه، ۶ دقیقه – مستندی دربارهٔ خانه‌ای قدیمی در مونش‌برگ.
- ۱۹۸۰: «ماهی دودی» (Gebratenes Fleisch)، فیلم کوتاه، ۱۱ دقیقه – فیلم جنایی دربارهٔ قتلی در یک رستوران.
- ۱۹۸۰: «سه بار اولف» (3 mal Ulf)، فیلم کوتاه، ۱۲ دقیقه – مستند دربارهٔ آرنولف کومپوش.
- ۱۹۸۱: «رنگ‌ها هم خواب می‌بینند» (Auch Farbe kann träumen)، فیلم انیمیشن، ۱۲ دقیقه – فرار کرم و آدم کوچکی از تخریب محیط زیست.
- ۱۹۸۲: «هیولا در سالزبورگ» (Monster in Salzburg)، فیلم انیمیشن استاپ موشن، ۱۲ دقیقه – حملهٔ یک هیولا به شهر.
- ۱۹۸۳–۱۹۸۵: «روح زمان» (Vom Geist der Zeit)، فیلم بلند تجربی، ۱۱۲ دقیقه – ترکیبی از سبک‌ها و ژانرها.
- ۱۹۹۸: «تی ایکس ترانسفورم» (tx-transform)، فیلم کوتاه تجربی، ۵ دقیقه – همکاری با مارتین رینهارت، استفاده از تکنیکی نو در مونتاژ و حرکت تصویر.
- ۲۰۰۰: «روشن‌تر از ماه» (Heller als der Mond)، فیلم بلند، ۸۸ دقیقه – کمدی‌ای شاعرانه دربارهٔ غریبه‌ای در وین.
- ۲۰۰۱: «کپی‌شاپ» (Copy Shop)، فیلم کوتاه تجربی، ۱۲ دقیقه – مردی که با دستگاه فتوکپی نسخه‌های بی‌پایانی از خود ایجاد می‌کند.
- ۲۰۰۱: «چپ-راست» (LinksRechts)، فیلم مستند، ۴ دقیقه – مصاحبه‌هایی دربارهٔ مفاهیم چپ و راست در سیاست و سینما.
- ۲۰۰۳: «فیلم دور تند» (Fast Film)، فیلم انیمیشن، ۱۴ دقیقه – داستان تعقیب و گریز ساخته‌شده از چاپ فریم‌های فیلم‌های دیگر روی کاغذ و انیمیشن آن‌ها.
- ۲۰۱۰: «ساخت/واقعی» (make/real)، فیلم فاند فوتیج، ۵ دقیقه – برای نمایشگاه «رویای ربات‌ها» در موزه تینگویلی و خانه هنرمندان گراتس.
- ۲۰۱۱: «مثلث اخطار» (warning triangle)، فیلم فاند فوتیج، ۶ دقیقه – برای نمایشگاه «افسون ماشین» در موزه تینگویلی، بازل.
- ۲۰۱۵: «خط بازگشت» (back track)، فیلم تجربی، ۷ دقیقه – بازی با زمان و حافظه در فضایی انتزاعی.
- ۲۰۱۶: «گردش در وین روی یک میز» (Vienna table trip)، فیلم انیمیشن، ۱ دقیقه و ۲۲ ثانیه – سفر مجازی روی یک میز غذاخوری در وین.
- ۲۰۱۶: «شب هزار ساعته» (Die Nacht der 1000 Stunden)، فیلم بلند داستانی، ۹۲ دقیقه – تریلر تاریخی دربارهٔ رازی خانوادگی در یک خانهٔ مجلل.
- ۲۰۱۸: «شمایل یک جزیره» (Icon Island)، اجرا و فیلم تجربی، ۷۰ دقیقه – گفتگویی زنده میان تصویر و موسیقی، ضبط‌شده در مالت.
- ۲۰۱۸: «طغیانگر من باش» (Be my Rebel)، موزیک ویدیو، ۳ دقیقه و ۴۵ ثانیه – برای ننا و دیو استوارت.
- ۲۰۱۸: «مادهٔ نوری» (Light Matter)، فیلم تجربی، ۵ دقیقه – بازی با نور و فرم، خلق‌شده از نگاتیوهای دوگانه.
- ۲۰۱۹: «تی ایکس ریورس» (tx-reverse)، فیلم کوتاه تجربی، ۵ دقیقه – همکاری مجدد با مارتین رینهارت، ساخت فیلمی با ساختار زمان معکوس.
- ۲۰۲۱: «دقیقاً به اندازهٔ کافی زمان هست» (There is exactly enough time)، انیمیشن، ۱ دقیقه – همکاری پس‌ازمرگ با اسکار سالومونوویتس، دربارهٔ زیبایی لحظه.

## کار صحنه
- طرح (با همکاری مارتین هازلبورک و فرانک هوفمن)، طراحی صحنه و جلوه‌های تصویری برای نمایش «فرشتهٔ نو» که در ۱۹ نوامبر ۲۰۱۲ در تئاتر ملی لوگزامبورگ به نمایش درآمد.

## منتخبی از جوایز
برای فیلم «کپی شاپ» (۲۰۰۱):
- نامزد جایزهٔ اسکار در بخش فیلم کوتاه، ۲۰۰۲
- جایزهٔ بهترین فیلم کوتاه تجربی در جشنوارهٔ بین‌المللی تورنتو، ۲۰۰۱
- منتخب داوران جایزهٔ کداک، ۲۰۰۱
- کبوتر نقره‌ای فستیوال لایپزیگ، ۲۰۰۱
- بهترین فیلم تجربی جشنوارهٔ فیلم کوتاه نیویورک، ۲۰۰۱
- بهترین فیلم کوتاه جشنوارهٔ بارسلونا، ۲۰۰۱
- منتخب داوران جشنوارهٔ انیمیشن تهران، ۲۰۰۳

برای «فیلم دور تند» (۲۰۰۳):
- نامزد جشنواره کن، ۲۰۰۳
- بهترین فیلم انیمیشن جشنوارهٔ فیلم کوتاه تورنتو، ۲۰۰۳
- بهترین فیلم کوتاه پنجاه ودومین جشنواره بین‌المللی فیلم ملبورن، ۲۰۰۳
- برندهٔ جایزهٔ بزرگ جشنوارهٔ فیلم کوتاه آپسالا، ۲۰۰۳
- جایزه منتقدان فیلم جشنواره انیمافست زاگرب، ۲۰۰۴

برای فیلم «خط بازگشت» (۲۰۱۵):
- جایزه طلای فیلم نیویورک سیتی ایندی آمریکا برای بهترین فیلم تجربی[۳]
- FICOCC فستیوال بین‌المللی پنج قاره، جایزه بهترین فیلم تجربی
- فستیوال فیلم Crossing the Screen، جایزه بهترین فیلم تجربی

برای فیلم ««شب هزار ساعته»» (۲۰۱۶):
- جایزه فستیوال فیلم بوزان ۲۰۱۶، کره، جایزه فیلم برگزیده تماشاگران

برای «گردش در وین روی یک میز» (۲۰۱۶):
- EIFA، جایزهٔ فیلم مستقل اروپا، پاریس، جایزه بهترین فیلم انیمیشن، جایزه پلاتین
- جایزهٔ فیلم کوتاه LA، آمریکا، جایزه بهترین فیلم انیمیشن، جایزه الماس
- TRAVEL FILM در فستیوال بین‌المللی روسیه، موسکو، فینالیست
- "Tourfilm Riga" فستیوال بین‌المللی توریسم، جایزه اول در بخش فرهنگ توریسم
- Film Forum Linz، جایزه بهترین آگهی و تشویق شده در بخش فیلم توریسم

برای شرکت چک پوینت مدیا:
- جایزه ملی برای «خانه موزارت وین» در بخش فرهنگ و سرگرمی و جایزه‌ای دیگر در بخش اطلاع‌رسانی و خدمات برای «مرکز بازدید در پارلمان اتریش».